# Andreas Scheffler

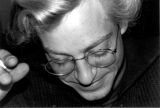
Andreas Scheffler (1990)

Andreas Scheffler (* 1966 in Gütersloh, Nordrhein-Westfalen, Bundesrepublik Deutschland) ist Autor, Lesebühnenmitglied und Herausgeber.

## Leben
Scheffler siedelte 1987 in das damalige West-Berlin über. Seit 2008 wohnt er in Groß Köris (Dahme-Seengebiet).
Andreas Scheffler gründete 1989 zusammen mit Bov Bjerg, Hans Duschke und Horst Evers die satirische Zeitschrift Salbader.
Seit 1990 liest er im Frühschoppen seine Texte vor und ist auch Gast in den vielen anderen Berliner Lesebühnen. Dazu schreibt Scheffler auch Sketche, Geschichten und Liedtexte für Künstlerkollegen und fürs Fernsehen.
Scheffler schreibt Geschichten über das, was ihn umtreibt: den Irrwitz des Alltags – das Dumme, Lustige, Ärgerliche, die Irrtümer, Verfahrenheiten und Menschlichkeiten. Voller Selbstironie setzt er sich humorvoll mit dem alltäglichen Blödsinn auseinander.

## Werke
- Und - sonst geht's gut? 40 Geschichten über den Irrwitz des Alltags. Fahner, Lauf 1998, ISBN 3-924158-37-1.
- Ausdruckstanz ist keine Lösung. Geschichten. Eichborn, Frankfurt am Main 2011, ISBN 978-3-8218-3682-9.
- Alle spinnen. Ich stricke. Geschichten. Satyr, Berlin 2017, ISBN 978-3-944035-98-7.
- Mit Euch möchten wir alt werden. 30 Jahre Berliner Lesebühnen. Anthologie, Hrsg. mit Sarah Bosetti und Volker Surmann. Satyr, Berlin 2018, ISBN 978-3947106-14-1.
- Lippisches Panoptikum. Bilder und Geschichten aus dem Land des Hermanns. Mit Peter Menne. tpk Regionalverlag, Bielefeld 2018, ISBN 978-3-936359-75-6.